# 水明楼
水明楼（すいめいろう）は、長野県小諸市に保存されている小諸義塾の塾長だった木村熊二の書斎。島崎藤村の他、画家の丸山晩霞、物理学者の鮫島晋など小諸義塾の講師を務めた人たちが度々訪れた場所で、藤村の「千曲川のスケッチ」にも登場する。

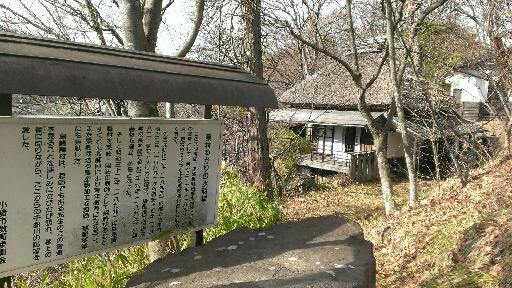
小諸義塾塾長だった木村熊二の、千曲川を見下ろす中棚地籍に建てられた書斎

## 所在地
〒384-0032 長野県小諸市古城乙1210(中棚荘)
現在、中棚温泉の旅館「中棚荘」の管理下にある。

## アクセス
- しなの鉄道・JR東日本小諸駅から徒歩で15分
- 小諸駅から千曲バス宮沢方面に乗り中棚温泉前バス停下車